# Santo Rossi
Pour les articles homonymes, voir Rossi.
Santo Rossi, né le 7 mars 1940, est un ancien joueur italien de basket-ball. Il évolue au poste de pivot. Il est le père de la basketteuse Francesca Rossi. Il est décédé en mars 2020, victime de complications dues au coronavirus.

## Palmarès
- Vainqueur des Jeux méditerranéens de 1963